# Горбатов Валерій Миронович
Валерій Миронович Горбатов (нар. 27 червня 1955 року, село Нечаяне Миколаївська область, УРСР, СРСР) — український політичний діяч. Голова Ради міністрів Автономної Республіки Крим в 2001—2002 рр. Народний депутат України в 1994—2006 рр. Доктор економічних наук (2006 р.). Заслужений економіст України (2004 р.). Працював першим заступником Голови Федерації профспілок України.
В червні 2022 року правоохоронці викрили Горбатова на фінансуванні терористів «ДНР», у нього також знайшли понад 6 тисяч артефактів та експонатів, викрадених з музеїв АР Крим та куплених у «чорних археологів» вартістю мільйони доларів.

## Біографія

### Освіта
- 1974 — Миколаївський сільськогосподарський технікум;
- 1979 — Херсонський сільськогосподарський інститут.

### Кар'єра
- 1979—1980 — провідний інженер-конструктор НДІ гідротехніки та меліорації;
- 1980—1984 — головний гідротехнік, в 1984—1985 — заступник Голови по виробництву, в 1985—1995 — Голова колгоспу імені Крупської Нижнєгорського району Кримської області;
- березень 1994 — січень 1996 — Постійний Представник Президента України в АР Крим;
- 1997—1998 — голова регіонального відділення Фонду державного майна в АР Крим;
- 1996—2000 — позаштатний радник Президента України з питань регіональної політики;
- березень 1994 — травень 2006 — народний депутат України;
- червень 2001 — квітень 2002 — Голова Ради міністрів АР Крим;
- З вересень 2007 — Голова Кримської республіканської організації Всеукраїнської суспільної організації «Рада споживачів України»;
- У 2011 —2012 р.р. перший заступник Голови Федерації профспілок України.

### Сім'я
Дружина Євгенія Федорівна, донька Ольга, син Юрій.

## Політика
Депутат Кримського обласного з'їзду народних депутатів (1987—1991). Депутат Верховної Ради Криму 1-го скликання (1991—1994).
Народний депутат України 2-го скликання з березня 1994 (1-й тур) до квітня 1998, Білогірський виборчій округ № 37, Республіка Крим, висунутий СелПУ. Член Комітету з питань фінансів і банк. діяльності. Член депутатської групи «Конституційний центр» (до цього — член МДГ). На час виборів: директор агрофірми «Колгосп імені Крупської».
Народний депутат України 3-го скликання з березня 1998 до квітня 2002, виборчій округ № 6, АР Крим. На час виборів: народний депутат України, голова Фонду державного майна Автономної Республіки Крим. Член фракції НДП (травень 1998 — квітень 1999), групи «Трудова Україна» (квітень 1999 — січень 2000), член групи «Відродження регіонів» (січень — травень 2000), член групи «Трудова Україна» (з травня 2000). Член Комітету з питань законодавчого забезпечення правоохоронної діяльності та боротьби з організованою злочинністю і корупцією (липень 1998 — лютий 2000), член Комітету з питань законодавчого забезпечення правоохоронної діяльності (з лютого 2000).
Народний депутат України 4-го скликання з квітня 2002 до квітня 2006, виборчій округ № 6, АР Крим, самовисування. «За» 53.84 %, 6 суперників. На час виборів: Голова Ради міністрів АР Крим, член Політичної партії «Трудова Україна». Член фракції «Єдина Україна» (травень — червень 2002), член фракції СДПУ(О) (червень 2002 — січень 2005), позафракційний (січень — березень 2005), член фракції СПУ (березень — квітень 2005), позафракційний (квітень — червень 2005), член фракції «Наша Україна» (червень 2005 — січень 2006). Член Комітету з питань державного будівництва та місцевого самоврядування (з червня 2002).
Березень 2006 — кандидат в народні депутати України від Блоку Юрія Кармазіна, № 2 в списку. На час виборів: народний депутат України, член ПЗВ.
Член Політради СДПУ(О) (липень 2004—2005); голова виконкому Кримської республіканської організації НСНУ, член Ради НСНУ (липень — вересень 2005). Був головою Кримської республіканської організації Партії захисників Вітчизни.

## Нагороди
- Орден «За заслуги» II (2002), I (2008); III (1997) ступенів;
- Орден Трудового Червоного Прапора (1988);
- Медаль «За трудову відзнаку» (1977);
- Почесна грамота Верховної Ради України (2002).